# Brecha de Romer

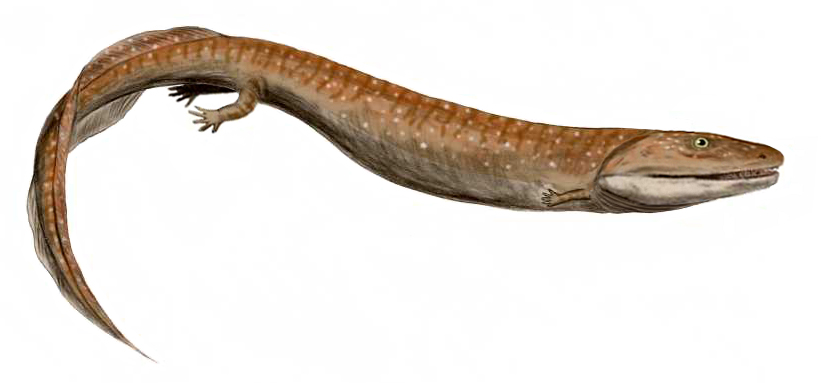
Crassigyrinus, un tetrápodo de la brecha de Romer.

La brecha de Romer es una laguna en el registro fósil, una significativa escasez de restos fósiles de vertebrados terrestres al inicio del periodo Carbonífero. Lleva el nombre del paleontólogo Alfred Romer.
La brecha de Romer se extiende por aproximadamente 15 millones de años, entre hace 360 hasta hace 345 millones de años, correspondiendo con la primera edad del Carbonífero, el Misisípico temprano (Tournaisiense). Poco antes de la brecha aparecieron los primeros artrópodos y vertebrados que mostraban adaptaciones al medio terrestre, sin embargo existen pocos fósiles terrestres destacables que provengan de la brecha misma.
Existe controversia del porqué existen tan pocos fósiles durante este periodo de tiempo. Se sugiere que el problema partió de la fosilización misma, esto apunta a que pudo existir diferencia en la geoquímica de la época, la cual fue desfavorable para la formación de fósiles. También las excavaciones pudieron no haberse realizado en los sitios adecuados. Trabajos recientes en geoquímica paleozoica han confirmado la realidad biológica de la Brecha de Romer, tanto en vertebrados como en artrópodos terrestres, y su correlación con un periodo de concentraciones de oxígeno inusualmente bajos, la cual fue determinada en forma independiente a la geoquímica idiosincrática de las rocas formadas durante la Brecha de Romer.
Esta laguna es el registro fósil se ha llenado progresivamente con el descubrimiento de restos de tetrápodos primitivos del Carbonífero como Pederpes y Crassigyrinus. Existen algunos sitios donde se han encontrado fósiles de vertebrados para llenar el vacío, tales como East Kirkton Quarry, en Bathgate, Escocia, un sitio de fósiles bien conocido, que fue visitado en varias ocasiones por Stanley P. Wood en 1984, revelando desde entonces algunos tetrápodos basales; «literalmente docenas de tetrápodos salieron a flote: Balanerpeton (un temnospóndilo), Silvanerpeton y Eldeceeon (un antracosaurio primitivo), todo en múltiples copias, y un espectacular proto-amnioto, Westlothiana».
Los vertebrados marinos también pudieron ser víctimas de una extinción mayor durante este periodo, una similar a la que terminó con los dinosaurios, sin embargo el mecanismo exacto no está claro. Antes del evento los océanos estaban dominados por sarcopterigios y placodermos. Después de la brecha aparecieron actinopterigios y tiburones modernos, como las formas de vida dominantes.